# Callophrys
Callophrys är ett släkte av fjärilar som beskrevs av Gustaf Johan Billberg 1820. Callophrys ingår i familjen juvelvingar.

## Bildgalleri

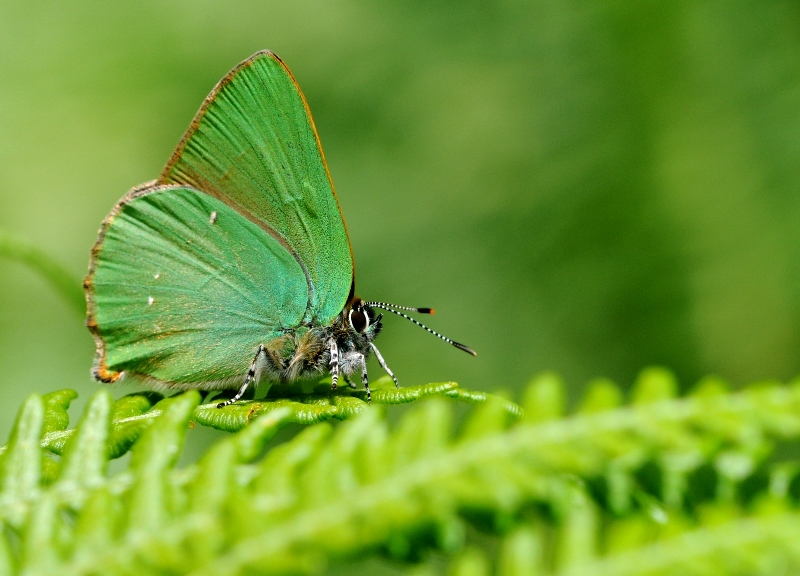
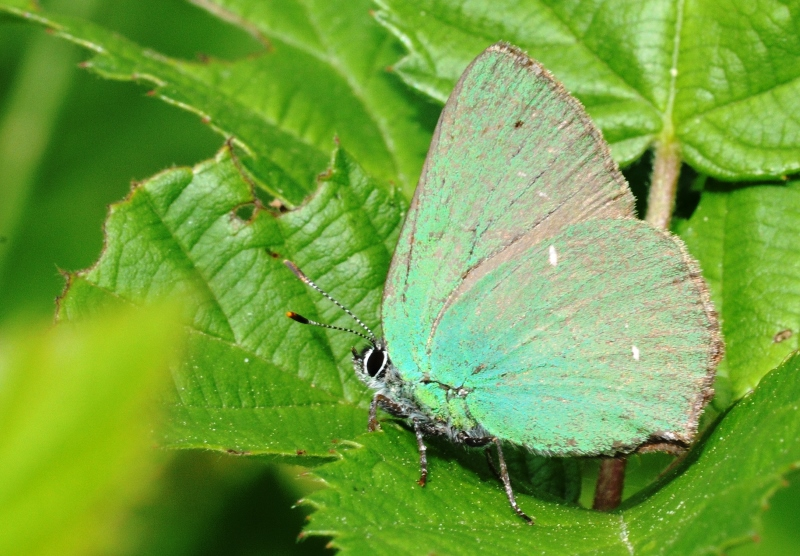
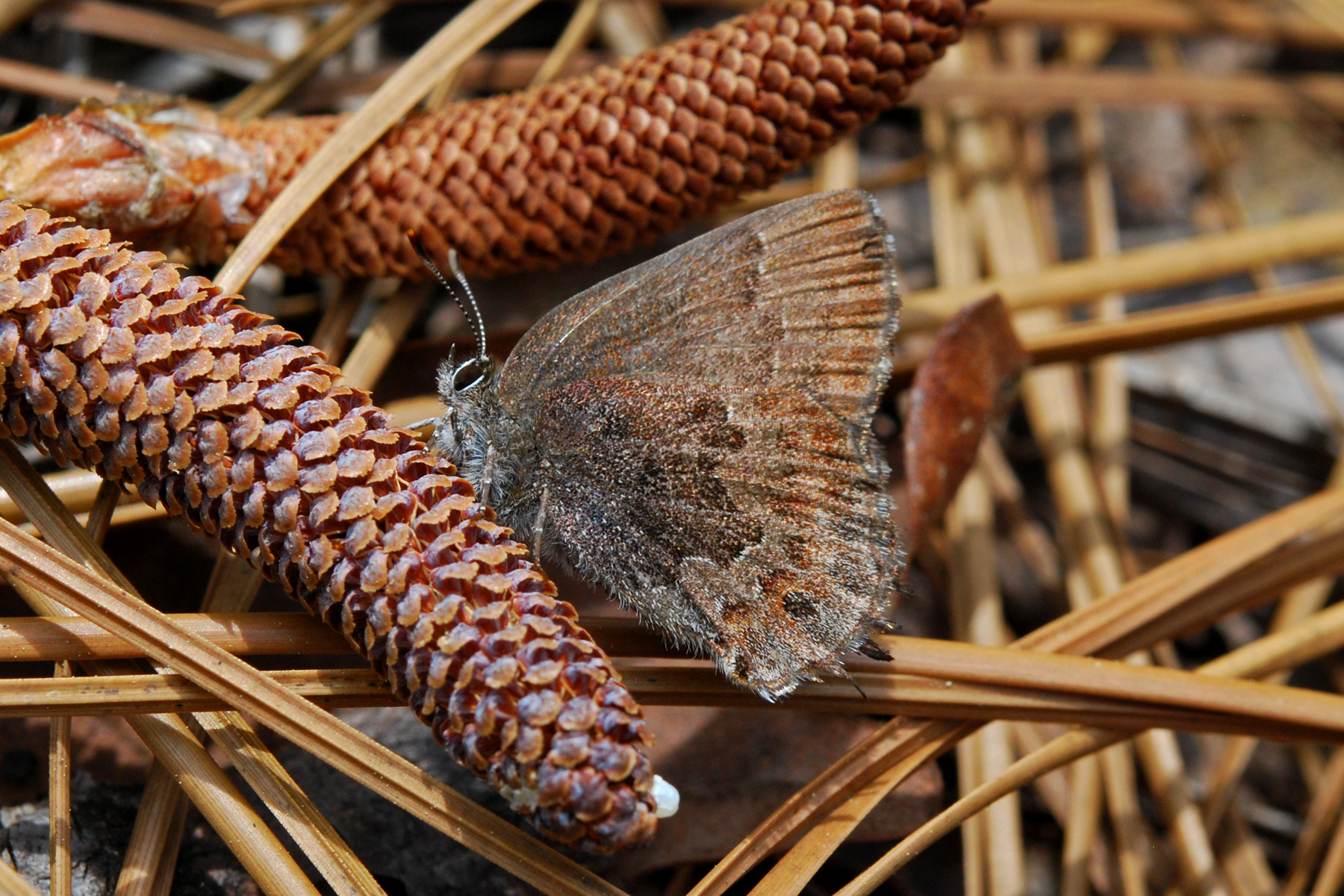
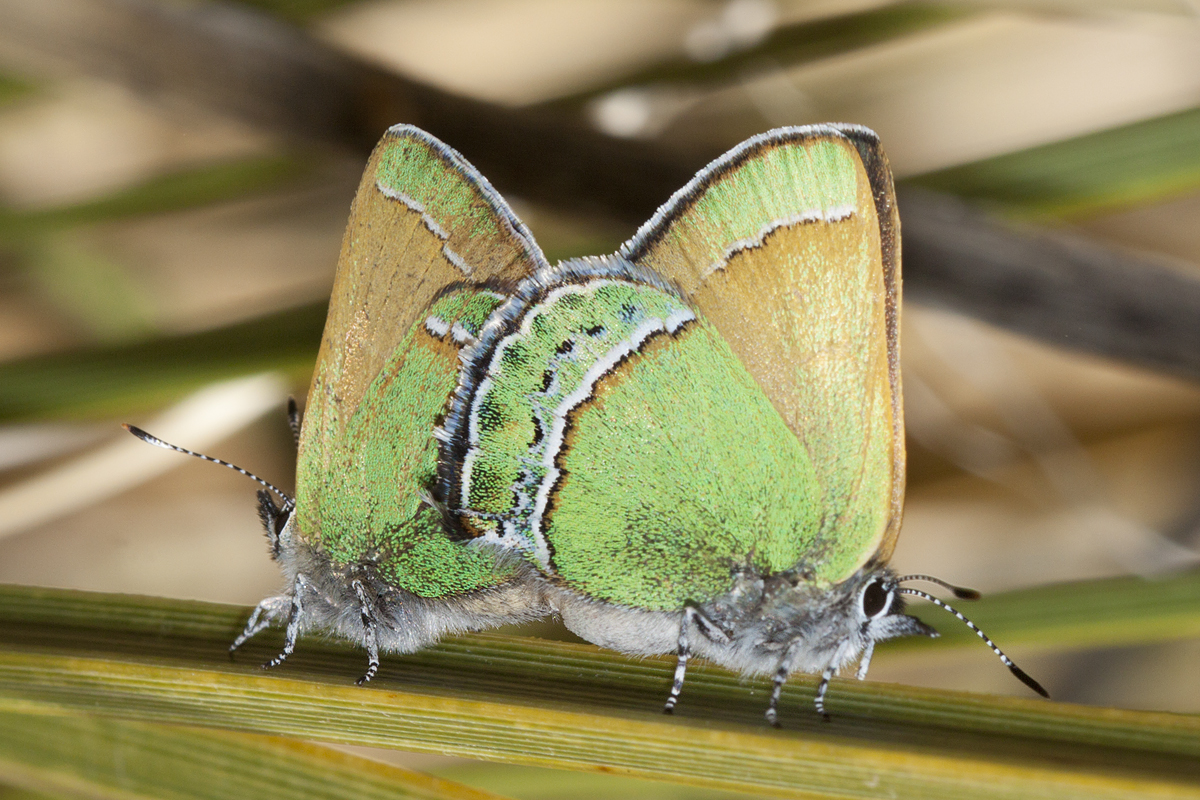

## Dottertaxa tillCallophrys, i alfabetisk ordning[1][2]
- Callophrys affinis
- Callophrys amphichloros
- Callophrys androflavus
- Callophrys apama
- Callophrys avis
- Callophrys barraguéi
- Callophrys bayensis
- Callophrys bipunctata
- Callophrys borelis
- Callophrys brunnea
- Callophrys caecus
- Callophrys caerulescens
- Callophrys chalybeitincta
- Callophrys cinerascens
- Callophrys comstocki
- Callophrys connexa
- Callophrys davisi
- Callophrys dumetorum
- Callophrys fervida
- Callophrys fotis
- Callophrys foulquieri
- Callophrys herculeana
- Callophrys homoperplexa
- Callophrys immaculata
- Callophrys immaculatum
- Callophrys incompleta
- Callophrys inferopunctata
- Callophrys intermedia
- Callophrys kolak
- Callophrys leucosticta
- Callophrys major
- Callophrys minor
- Callophrys mystaphia
- Callophrys neoperplexa
- Callophrys nordlandica
- Callophrys obscurus
- Callophrys olivacea
- Callophrys oregonensis
- Callophrys pallida
- Callophrys paulae
- Callophrys perplexa
- Callophrys pigmentocarens
- Callophrys polaris
- Callophrys poletus
- Callophrys polios
- Callophrys punctata
- Callophrys rubi
- Callophrys sachalinensis
- Callophrys schamyi
- Callophrys schryneri
- Callophrys semipallida
- Callophrys sheridonii
- Callophrys sibirica
- Callophrys suaveola
- Callophrys suffusa
- Callophrys supraviridis
- Callophrys turkingtoni
- Callophrys washingtonia
- Callophrys virgatus
- Callophrys viridis